# Hutchinson (Name)
Hutchinson ist der Familienname folgender Personen:

### A
- Aidan Hutchinson (* 2000), US-amerikanischer American-Football-Spieler
- Alain Hutchinson (* 1949), belgischer Politiker
- Alexander Hutchinson (1764–1853), US-amerikanischer Geschäftsmann und Politiker
- Allen Hutchinson (1855–1929), englischer Bildhauer
- Andrew Hutchinson (Schriftsteller) (* 1979), australischer Schriftsteller
- Andrew Hutchinson (Eishockeyspieler) (Andrew Thomas Hutchinson; * 1980), US-amerikanischer Eishockeyspieler
- Andrew Hutchinson (Cricketspieler) (* 1991), Cricketspieler für Guernsey
- Anne Hutchinson (1591–1643), englisch-amerikanische Theologin
- Arthur Hutchinson (Mineraloge) (1866–1937), britischer Mineraloge
- Arthur Hutchinson (Produzent), britischer Theaterproduzent
- Arthur Stuart-Menteth Hutchinson (A. S. M. Hutchinson; 1880–1971), britischer Schriftsteller
- Asa Hutchinson (* 1950), US-amerikanischer Politiker
- Ashley Hutchinson (* 1979), australischer Radrennfahrer
- Atiba Hutchinson (* 1983), kanadischer Fußballspieler
- Ayanna Hutchinson (* 1978), Leichtathletin aus Trinidad und Tobago

### B
- Bob Hutchinson (* 1955), englischer Fußballspieler

### C
- Cassidy Hutchinson (* 1996), US-amerikanische Beschäftigte im Weißen Haus
- Chad Hutchinson (* 1977), US-amerikanischer Footballspieler

### E
- Edward Hutchinson (1914–1985), US-amerikanischer Politiker
- Elijah C. Hutchinson (1855–1932), US-amerikanischer Politiker
- Eric Hutchinson (* 1965), australischer Politiker (Liberal Party of Australia)
- Ernest N. Hutchinson (1864–1938), US-amerikanischer Politiker

### F
- Fred Hutchinson (1919–1964), US-amerikanischer Baseballspieler

### G
- Geoffrey Hutchinson, Baron Ilford (1893–1974), britischer Offizier, Rechtsanwalt und Politiker der Conservative Party
- George Evelyn Hutchinson (1903–1991), englischer Limnologe
- Grant Hutchinson (* 1989), irischer Fußballspieler
- Gregory Hutchinson (Philologe) (* 1957), britischer Gräzist und Regius Professor of Greek der Universität Oxford
- Gregory Hutchinson (Schlagzeuger) (* 1970), US-amerikanischer Jazzschlagzeuger
- Gregory Fernan Hutchinson, US-amerikanischer Rapper und Musikproduzent

### H
- Henry Neville Hutchinson (1856–1927), britischer populärwissenschaftlicher Autor
- Hiram Hutchinson (1808–1869), US-amerikanischer Ingenieur
- Holly Hutchinson (* 1997), britische Tennisspielerin

### I
- Ian Hutchinson (Fußballspieler) (1948–2002), englischer Fußballspieler
- Ian Hutchinson (Rennfahrer) (* 1979), britischer Motorradrennfahrer
- Ian W. Hutchinson (* 1927),  australischer Badmintonspieler
- Ian H. Hutchinson (* 1951), Kernphysiker

### J
- J. H. Hutchinson (Joseph H. Hutchinson; 1864–1930), US-amerikanischer Politiker
- Jeremy Hutchinson (1915–2017), britischer Anwalt und Politiker
- Jiver Hutchinson (1906–1959), Bandleader und Jazz-Trompeter aus Jamaika
- John Hutchinson (Politiker, 1615) (1615–1664), englischer Militär und Politiker
- John Hutchinson (Theologe) (1674–1737), englischer Theologe und Philosoph
- John Hutchinson (Politiker, 1830) (1830–1887), US-amerikanischer Jurist und Politiker
- John Hutchinson (Bischof) (1837–1897), irischer Geistlicher
- John Hutchinson (Botaniker) (1884–1972), britischer Botaniker
- John Hutchinson (Rugbyspieler) (* 1969), kanadischer Rugby-Union-Spieler
- John Hutchinson (Fußballspieler) (* 1979), australisch-maltesischer Fußballspieler
- John G. Hutchinson (1935–2024), US-amerikanischer Politiker
- John Hely-Hutchinson, 2. Earl of Donoughmore (1757–1832), britischer General
- John Hely-Hutchinson, 5. Earl of Donoughmore (1848–1900), britischer Peer und Politiker
- John Irwin Hutchinson (1867–1935), US-amerikanischer Mathematiker
- John W. Hutchinson (* 1939), US-amerikanischer Ingenieur
- Jonathan Hutchinson (1828–1913), britischer Mediziner
- Joseph Hutchinson (Politiker) (1852–1928), irischer Politiker
- Joseph Hutchinson (Biologe) (1902–1988), britischer Biologe
- Joseph Turner Hutchinson (1850–1924), englischer Richter, Chief Justice of Ceylon
- Josephine Hutchinson (1903–1998), US-amerikanische Schauspielerin

### K
- Kirsty Hutchinson (* 1991), englische Dartspielerin

### L
- Leslie Hutchinson (1900–1969), Cabaret- und Nachtclubsänger und Jazzpianist aus Grenada
- Lewis Hutchinson (1733–1773), britischer Serienmörder in Jamaika
- Lucy Hutchinson (1620–1681), britische Schriftstellerin und Übersetzerin

### M
- Mark N. Hutchinson (* 1954), australischer Herpetologe und Paläontologe
- Mary E. Hutchinson (1906–1970), US-amerikanische Künstlerin und Kunstlehrerin
- Melissa Marie Hutchison (* 1981), amerikanische Pornodarstellerin, siehe Phoenix Marie
- Michael Hutchinson (Radsportler) (* 1973), britischer Radsportler
- Michael Hutchinson (Eishockeyspieler) (* 1990), kanadischer Eishockeytorwart

### N
- Nadia Graham-Hutchinson (* 1974), jamaikanische Sprinterin
- Nicole Hutchinson (* 1997), kanadische Leichtathletin

### O
- Oliver George Hutchinson (1891–1944), irischer Unternehmer
- Omari Hutchinson (* 2003), jamaikanisch-englischer Fußballspieler

### P
- Pearse Hutchinson († 2012), irischer Moderator und Schriftsteller
- Peter Hutchinson (Maler) (* 1930), englisch-amerikanischer Maler, Land-Art-Künstler und Konzeptkünstler
- Peter Hutchinson (Spezialeffektkünstler) (* 1943), englischer Spezialeffektkünstler
- Peter Hutchinson (Politiker) (* 1949), US-amerikanischer Politiker und Geschäftsmann
- Peter Hutchinson (Neurowissenschaftler), englischer Neurowissenschaftler
- Peter Hutchinson (Sprachwissenschaftler) englischer Sprachwissenschaftler
- Peter Orlando Hutchinson (1810–1897), englischer Schriftsteller und Maler

### R
- Ralph Hutchinson (1925–2008), britischer Jazzposaunist
- R. C. Hutchinson (1907–1975), britischer Schriftsteller
- Rory Hutchinson (* 1995), schottischer Rugby-Union-Spieler

### S
- Sam Hutchinson (* 1989), englischer Fußballspieler
- Shaun Hutchinson (* 1990), englischer Fußballspieler
- Steve Hutchinson (* 1977), US-amerikanischer American-Football-Spieler
- Steven Hutchinson (* 1968), deutschamerikanischer Basketballspieler

### T
- Thomas Hutchinson (Gouverneur) (1711–1780), britischer Kolonialgouverneur
- Thomas Jefferson Hutchinson (1927–2003), US-amerikanischer Ingenieur
- Thomas Joseph Hutchinson (1820–1885), britischer Forschungsreisender
- Terence Wilmot Hutchison (* 13. August 1912 in New York City; † 6. Oktober 2007), US-amerikanischer Wirtschaftswissenschaftler
- Tim Hutchinson (Szenenbildner) (* 1946), britischer Szenenbildner und Artdirector
- Tim Hutchinson (* 1949), US-amerikanischer Politiker
- Tom Hutchinson (* 1982), englischer Fußballspieler

### W
- William Hutchinson (Seemann) (1715–1801), britischer Seemann, Erfinder und Autor
- William Hutchinson (Rennfahrer) (1901–1959), britischer Autorennfahrer
- William Hutchinson (Szenenbildner), Szenenbildner und Artdirector

Siehe auch:
- Hutchison
- Hely-Hutchinson